# Walter Nothelfer
Walter Nothelfer (* 29. Oktober 1922; † 28. September 2014) war ein deutscher Verbandsfunktionär und Kommunalpolitiker. 66 Jahre lang gehörte er als Kriegsversehrter dem Sozialverband VdK Deutschland an.

## Biografie
Im Zweiten Weltkrieg, 1941, wurde Nothelfer schwer verwundet. Seine Verletzung bedingte es, dass er im erlernten Beruf als Koch nicht mehr arbeiten konnte. Nothelfer nahm an einer Umschulung teil, die ihn für eine Tätigkeit im kaufmännischen Bereich qualifizierte. In der Folge war er beim Landratsamt tätig. Dort hatte Nothelfer die Leitung der Abteilung Kriegsopferfürsorge inne.
Fast 45 Jahre war Nothelfer ehrenamtlicher Richter beim Landessozialgericht. Er arbeitete mit in den Beiräten beim Landesversorgungsamt und Landeswohlfahrtsverband. Auch gehörte Nothelfer von 1951 bis 1975 dem Gemeinderat in Ravensburg an.
Walter Nothelfer war verheiratet und Vater zweier Kinder.

### Sozialverband VdK Deutschland
Ab 1948 trug Nothelfer maßgeblich in ehren- und hauptamtlicher Funktion zum Aufbau des VdK bei, des Verbandes der Kriegsbeschädigten, Kriegshinterbliebenen und Sozialrentner Deutschlands. Auch beteiligte er sich an dessen Weiterentwicklung zum Sozialverband VdK Deutschland.
In unterschiedlicher Funktionen wirkte Nothelfer für den VdK. Langjährig hatte er in Baden-Württemberg das Amt des stellvertretenden Landesverbandsvorsitzenden inne. Nothelfer war Vorsitzender des Bezirksverbands Südwürttemberg-Hohenzollern. Von 1961 an agierte er insgesamt 27 Jahre lang als Bezirksverbandsgeschäftsführer. Für den Kreisverband Ravensburg zeichnete Nothelfer 57 Jahre verantwortlich. 55 Jahre wirkte er als Vorsitzender des Ortsverbandes Ravensburg. 60 Jahre war Nothelfer Beiratsmitglied beim VdK-eigenen Bauträger GSW, der Gesellschaft für Siedlungs- und Wohnungsbau. Diese hatte er 1949 mitgegründet.

### Ehrungen
Für sein soziales Engagement wurde Walter Nothelfer mehrfach ausgezeichnet. Er war Ehrenvorstandsmitglied des Landesverbands Baden-Württemberg und erhielt alle Auszeichnungen, die vom Sozialverband VdK Deutschland vergeben werden. Ebenso war Nothelfer Träger der Verdienstmedaille des Landes Baden-Württemberg. Darüber hinaus wurden ihm das Bundesverdienstkreuz am Bande und das Bundesverdienstkreuz 1. Klasse verliehen.